# Caddo Matthews
Caddo Peculia Matthews (Alba, 27 febbraio 1925 – Mitchell, 26 agosto 1979) è stato un allenatore di pallacanestro statunitense.

## Carriera
Ha allenato per due stationi le Wayland Baptist Flying Queens. Matthews e cinque giocatrici delle Flying Queens condussero gli Stati Uniti alla medaglia d'oro ai Giochi panamericani del 1955.